# Eóganacht Locha Léin
Les Eóganacht Locha Léin, également Ui Caipre Lúachra, forment une branche de la famille des Eóganachta, la dynastie régnante du royaume de Munster (en irlandais : Muman) du Ve siècle au Xe siècle. Leur territoire s'étendait sur le Íarmumu ou Íarmuman, l'ouest du royaume. Le nom Lúachra/Luachair est l'ancienne forme du nom d'un important district situé à la limite des comtés de Cork, Kerry et Limerick. Cairbre est entre Cork et Kerry. Les Eóganacht Locha Léin étaient établis autour des lacs de Killarney.
L'ancêtre de cette branche était Caipre Luachra mac Cuirc, fils de Conall Corc mac Lugaid (le fondateur de Cashel) et de Mungfionn, fille de Feredach, roi des Pictes d'Écosse. Caipre Luachra était un descendant à la 6e génération d'Éogan Mór, l'ancêtre de tous les Eóganachta. Dans le Livre de Munster, il est dit que Caipre alla vers l'ouest au-delà de Luachair Deadhaid (Slieveloughra) pour trouver les terres où installer sa famille.
Le sept dominant des Eóganacht Locha Léin comprenait les familles des : 
- Úa Cathail,
- Úa Flainn,
- Úa Muircheartaigh (aujourd'hui Moriarty),
- Úa Cerbaill.

Au XIIe siècle, les Úa Donnchadha (O'Donoghue, un rameau des Éoganacht Raithleann), quittant leurs terres de Cork, s'emparèrent de celles des Eóganacht Locha Léin et devinrent les maîtres de la principauté.
La branche des Locha Léin avait une relation assez libre avec les rois de Cashel, dont ils étaient clients, et furent souvent appelés dans les annales rois de Íarlúachair ou rois de Loch Léin.
Cette branche, bien que cousine des trois branches des Eóganacht Chaisil, des Eóganacht Glendamnach et des Eóganacht Áine qui occupèrent tour à tour le trône selon un système de rotation permanent, ne fournit que rarement des rois et ne faisait pas partie du cercle proche des Eóganachta.

## Généalogie des Eóganacht Locha Léin
(en caractères gras, les individus ayant régné)
- Conall Corc mac Lugaid, fondateur de Cashel.
  - Nad Froích mac Cuirc
    - Ailill, à l'origine de la branche des Eóganacht Áine.
    - Óengus mac Nad Froích, † v. 489, premier roi chrétien de Muman.
      - Eochaid mac Óengusa, † v. 522, à l'origine des branches des Eóganacht Glendamnach et des Eóganacht Airthir Chlíach.
      - Feidlimid mac Óengusa, † v. 500, à l'origine de la branche des Eóganacht Chaisil.

  - Caipre Luachra mac Cuirc
    - Maithne ou Maine
      - Dauí Iarlaithe mac Maithni, † v. 500
        - Cobthach
          - Crimthann
            - Áed Bennán mac Crimthainn, † v. 619.
              - Mór Muman, † v. 636.
              - Máel Dúin mac Áedo Bennán, roi de Íarmumu, † v. 661.
                - Congal, roi de Íarmumu, † v. 690.

              - Cummine
                - Conaing
                  - Áed (Bennán), roi de Íarmumu, † v. 734.
                    - Máel Dúin mac Áedo, † v. 786.
                      - Congal
                        - Cináed
                          - Ólchobar mac Cináeda, † v. 851.

                      - Cobthach, roi de Íarmumu, † v. 833.
                        - Máel Crón, roi de Íarmumu, † v. 838.

            - Áed Damnán, † v. 633, roi de Íarmumu.
            - Áed Find
              - Cenn Fáelad
                - Foirchellach ou Cellach
                  - Cú Dínaisc, roi de Íarmumu, † v. 717.
                    - Coirpre, roi de Íarmumu, † v. 747.
                      - Cú Chongelt, roi de Iarmumu, † v. 791.
                      - Áed Allán, roi de Íarmumu, † v. 803.

  - Mac Cass, à l'origine de la branche des Eóganacht Raithleann.

## Sources
- (en) Rev. Eugene O'Keeffe, Book of Munster, Généalogies des Eóganachta.
- (en) Thomas M. Charles-Edwards, Early Christian Ireland, Cambridge University Press, Cambridge (2000).  (ISBN 0-521-36395-0).
- (en) Histoire de l'Irlande en cartes